# Хартинг, Роберт
Ро́берт Ха́ртинг (нем. Robert Harting; род. 18 октября 1984 года в Котбусе, ГДР) — немецкий метатель диска, олимпийский чемпион 2012 года, трёхкратный чемпион мира (2009, 2011 и 2013) и двукратный чемпион Европы (2012 и 2014). Трижды подряд (2012, 2013 и 2014) признавался спортсменом года в Германии.
На Олимпийских играх 2008 года занял 4-е место с результатом 67 м 9 см, хотя ещё после третьей попытки финала шёл на втором месте.
В мае 2012 года установил личный рекорд, впервые в карьере метнув диск за 70 метров — 70,66 м.
На чемпионате мира 2013 года в Москве завоевал золотую медаль (результат 69,08 м).
Младший брат Кристоф Хартинг — олимпийский чемпион 2016 года по метанию диска.

## Интересные факты
- После каждой победы Хартинг обязательно рвёт на себе футболку.
- Ночь после победы на Олимпиаде 2012 провел на вокзале, т. к. у него украли аккредитацию и он не смог попасть в олимпийскую деревню[1].